# Трейси, Линн
Линн Мари Трейси (англ. Lynne Marie Tracy; род. 1964, Барбертон, Огайо) — американский дипломат.

## Биография
Родилась в городе Барбертон в штате Огайо.

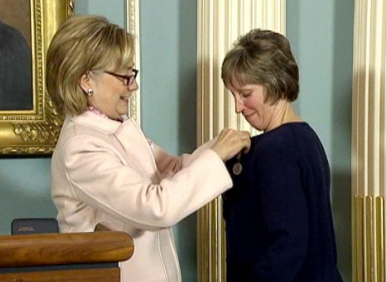
Государственный секретарь США Хиллари Клинтон вручает Линн Трейси награду «За героизм»

В 1986 году окончила бакалавриат Университета Джорджии по специальности «Советские исследования». В 1994 году получила степень доктора юриспруденции в Университете Акрона в городе Акрон в штате Огайо. Владеет русским языком.
В 1987—1990 годах проживала в Москве, работала в посольстве США. В 1994 году поступила на службу в Государственный департамент США. Работала секретарём по политическим вопросам в посольстве США в Туркменистане. В 1995—1997 годах занимала такой же пост в генеральном консульстве США в Пешаваре в Пакистане. В 1997—2000 годах являлась сотрудником консульского отдела посольства США в Кыргызской Республике. В 2000 году вернулась в США и заняла пост помощника специального посланника по вопросам новых независимых государств в Государственном департаменте США. В 2001—2002 годах работала координатором по Грузии, а в 2003—2004 годах — по Казахстану в Бюро по делам Европы и Евразии (EUR). Одновременно в 2002—2003 годах работала в политическом отделе посольства США в Афганистане. В 2004—2006 годах работала в посольстве США в Казахстане. В 2006—2009 годах — генеральный консул США в Пешаваре в Пакистане. В 2010—2011 годах являлась заместителем посла США в Туркменистане. В 2011 году вернулась в США и заняла пост директора по Центральной Азии в Совете национальной безопасности США. В 2012—2014 годах работала заместителем помощника государственного секретаря по делам Южной и Центральной Азии. В 2014—2017 годах — заместитель посла США в России. Затем работала старшим советником по делам России в Бюро по делам Европы и Евразии (EUR).

### Посол в Армении
28 сентября 2018 года президент США Дональд Трамп номинировал Трейси на должность посла США в Армении. 2 января 2019 года её кандидатура была утверждена Сенатом США. 19 февраля 2019 года она приняла присягу в качестве Чрезвычайного и полномочного посла США в Армении, и 1 марта вручила свои верительные грамоты.

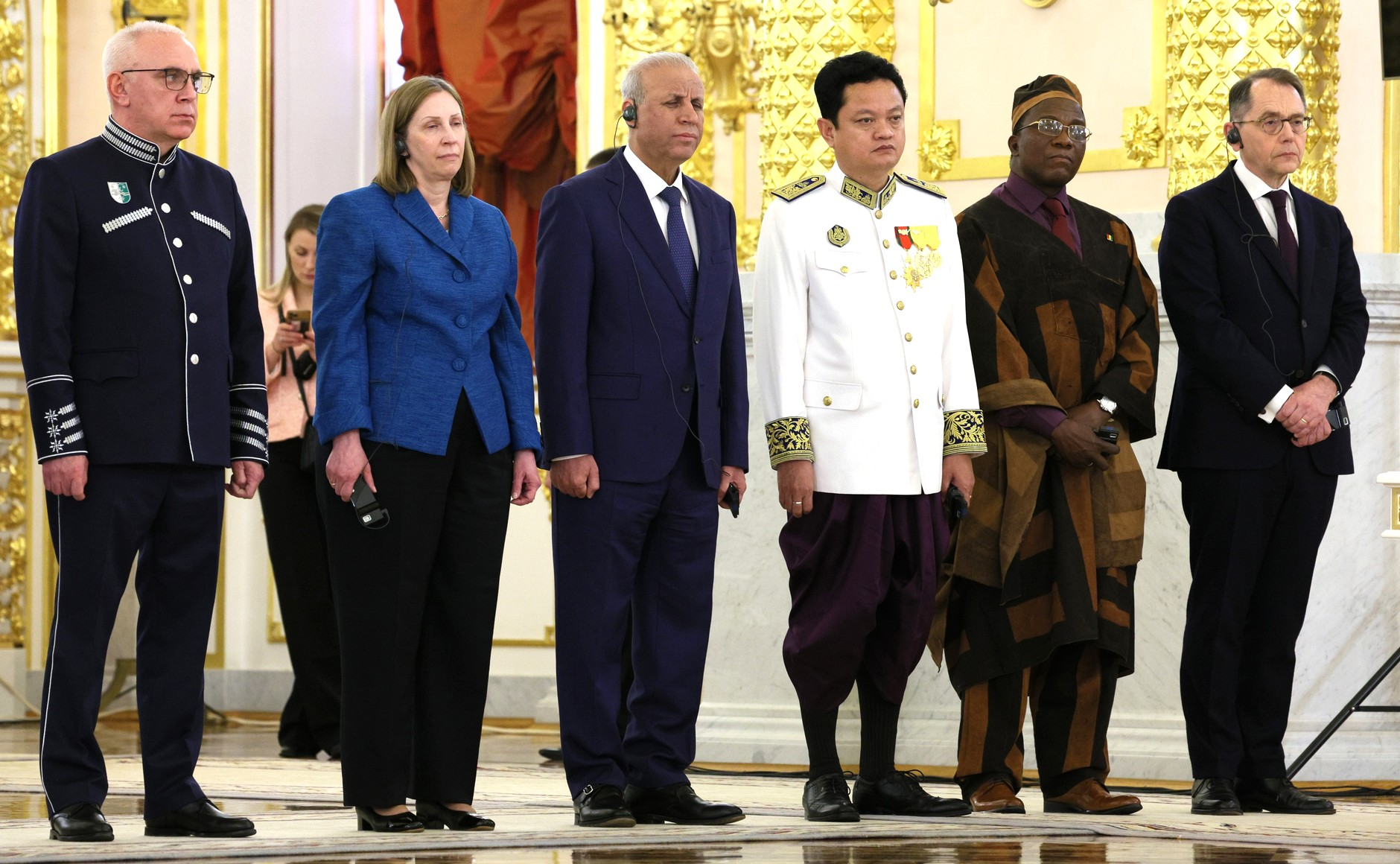
Церемония вручения верительных грамот. Москва, Кремль, 5 апреля 2023 года

### Посол в России
20 сентября 2022 года президент США Джо Байден номинировал Трейси на должность посла США в России, на смену Джона Салливана.
22 сентября 2022 года правительство России согласилось на назначение Трейси послом США. 21 декабря 2022 года Сенат США утвердил назначение.
9 января 2023 года Трейси приняла присягу в качестве Чрезвычайного и полномочного посла США в Российской Федерации. 30 января официально приступила к работе в России. Верительные грамоты вручены Президенту России Владимиру Путину 5 апреля 2023 года.
В мае 2024 года внимание прессы привлёк обмен репликами между директором департамента информации и печати Министерства иностранных дел Российской Федерации Марией Захаровой и Линн Трейси по поводу состоявшегося по инициативе американского посла в апреле 1935 года Весеннего фестиваля в Спасо-хаусе. Трейси заявила: «Спасо-хаус — это место, где американцы и россияне могут встречаться, где мы вместе чтим русскую культуру, учимся лучше понимать друг друга и надеемся на лучшее будущее, поддерживая эти контакты между двумя народами». В ответ на это Захарова отметила, что Михаил Булгаков написал Бал Сатаны в романе «Мастер и Маргарита» под впечатлением именно от приёма в апреле 1935 года и назвала его инфернальным балаганом и мракобесной вечеринкой со зверями и козлами, противопоставив его празднику Пасхи — подлинному празднику весны.
27 июня 2025 года посольство Соединённых Штатов в РФ на официальных ресурсах сообщило, что посол США в России Линн Трейси завершает свою работу в Москве и покидает страну.

## Награды
- Награда Государственного департамента США «За героизм» (2009)[1][2].